# Fear, and Loathing in Las Vegas
I Fear, and Loathing in Las Vegas sono un gruppo musicale giapponese Post-hardcore electro.

## Storia del gruppo
I Fear, and Loathing in Las Vegas si formano a Kōbe nel 2008 inizialmente solo come gruppo strumentale, fino all'aprile del 2009 quando si unisce al gruppo So, attuale cantante. Nel 2010 rilasciano il loro primo album dal nome Dance & Scream. Nel 2011 pubblicano un mini album intitolato Nextreme contenente la canzone Jump Around che sarà inserita come colonna sonora nel videogioco Pro Evolution Soccer 2012, inoltre sempre nel 2011 pubblicano Chase the Light! scelta come sigla di apertura della seconda stagione di Kaiji.
All'inizio del 2012, la canzone Just Awake è stata scelta come sigla di chiusura dell'anime Hunter × Hunter per i primi 26 episodi.
L'8 agosto 2012 esce il loro secondo album, dal nome All That We Have Now: si classifica in quarta posizione nella classifica giapponese nella settimana successiva alla pubblicazione. A fine 2014 viene usato il loro singolo "Let me Hear" come opening dell'anime "Kiseiju", tratto dall'omonimo manga.

## Formazione

### Formazione attuale
- So - voce (2009-presente)
- Minami – voce, screaming, growl, tastiera (2008-presente)
- Taiki - voce, chitarra elettrica (2008-presente)
- Tomonori - batteria (2008-presente)
- Tetsuya - basso (2019 - presente)

### Ex componenti
- Mashu - basso (2008-2013)
- Sxun - voce, chitarra elettrica (2008-2018)
- Kei - voce, basso (2013-2019; deceduto)

## Discografia

### Album in studio
- 2010 - Dance & Scream
- 2012 - All That We Have Now
- 2014 - PHASE 2
- 2015 - Feeling of Unity
- 2017 - New Sunrise
- 2019 - Hypertoughness
- 2022 - Cocoon for the Golden Future

### EP
- 2009 - Burn the Disco Floor with Your "2-step"!!
- 2010 - Evolution～Entering the New World～
- 2010 - Take Me Out!! / twilight
- 2011 - NEXTREME

### Singoli
- 2012 - Just Awake
- 2014 - Rave-up Tonight
- 2015 - Let me Hear
- 2015 - Starbust
- 2017 - SHINE
- 2018 - Greedy
- 2018 - The Gong of Knockdown
- 2018 - Be Affected (ft.Takanori Nishikawa)
- 2019 - The Stronger, The further you will be
- 2019 - Massive Core
- 2020 - Shape of Trust
- 2021 - Evolve Forward in Hazard
- 2021 - One Shot, One Mind

### Demo
- 2008 - Scorching Epochal Sensation

## Videografia

### Album video
- 2013 - The Animals In the Screen

### Video musicali
- 2010 - Stray In Chaos
- 2010 - Love At First Sight
- 2011 - Chase The Light!
- 2011 - Jump Around
- 2011 - Shake Your Body
- 2012 - Just Awake (English version)
- 2012 - Crossover
- 2012 - Scream Hard as You Can
- 2012 - Ley-Line
- 2013 - Step Of Terror
- 2014 - Rave-up Tonight
- 2014 - Virtue and Vice
- 2014 - Thunderclap
- 2014 - Swing It!